# 青森県道128号松木平撫牛子停車場線
青森県道128号松木平撫牛子停車場線（あおもりけんどう128ごう まつきたいないじょうしていしゃじょうせん）は、青森県弘前市を通る一般県道である。

## 概要
弘前市松木平の弘南鉄道大鰐線松木平駅の南にある青森県道127号石川土手町線交点から北へ進み、すぐに大鰐線と交差する。弘前市門外4丁目でJR奥羽本線と交差し、弘前市小比内3丁目で弘南線と交差してさらにおおむね北方向へ進む。弘前市豊田から弘前市大字高田まで青森県道109号弘前平賀線および国道102号と重複する。この重複区間では国道7号弘前バイパスと交差している。
弘前市高田3丁目で国道102号から分岐・北上し、青森県道268号弘前田舎館黒石線と分岐後に北西へ進路を変えてJR東日本撫牛子駅の南西200 mで再び奥羽本線と交差してすぐに青森県道260号石川百田線の交点に至る。
起点から国道7号弘前バイパス交点（運動公園入口交差点）までは、右左折を繰り返したり蛇行した未改良の路線形状になっている。

### 路線データ
青森県例規集による路線データは以下の通り。
- 起点 : 弘前市大字松木平（青森県道127号石川土手町線交点）
- 終点 : 撫牛子停車場（青森県道260号石川百田線交点）

## 歴史
- 1961年（昭和36年）2月10日 - 県道に認定される[1]。

## 路線状況

### 重複区間
- 青森県道109号弘前平賀線 : 弘前市豊田3丁目 - 弘前市高田5丁目
- 国道102号 : 弘前市大字高田5丁目 - 弘前市大字高田3丁目
- 青森県道268号弘前田舎館黒石線 : 弘前市境関1丁目 - 弘前市境関亥ノ宮

## 地理

### 交差する道路
- 青森県道127号石川土手町線（弘前市大字松木平、起点）
- 青森県道260号石川百田線（弘前市門外4丁目）北緯40度34分44.5秒 東経140度29分55.4秒
- 青森県道109号弘前平賀線（弘前市豊田3丁目）北緯40度35分46.9秒 東経140度30分06.5秒
- 国道7号弘前バイパス・国道102号（弘前市大字高田5丁目・運動公園入口交差点）北緯40度35分47.4秒 東経140度30分11.9秒
- 国道102号（弘前市大字高田3丁目）北緯40度35分48.8秒 東経140度30分27.9秒
- 青森県道268号弘前田舎館黒石線（弘前市境関1丁目）北緯40度36分43.8秒 東経140度30分14.7秒
- 青森県道268号弘前田舎館黒石線（弘前市境関亥ノ宮）北緯40度36分49.3秒 東経140度30分24.8秒
- 青森県道260号石川百田線（終点）

### 沿線の施設
- 弘南鉄道大鰐線 松木平駅
- 弘前市立堀越小学校
- 弘前市立第五中学校
- 弘前市立豊田小学校
- サンワドー弘前城東店
- ドン・キホーテ弘前店
- ケーズデンキ 弘前本店
- 弘前市立東中学校
- 城東公園
- 弘前境関郵便局
- 境関温泉
- JR東日本奥羽本線 撫牛子駅